# Zygiella kirgisica
Espèce
Zygiella kirgisica est une espèce d'araignées aranéomorphes de la famille des Araneidae.

## Distribution
Cette espèce est endémique du Kirghizistan.

## Systématique et taxinomie
Cette espèce a été décrite en 1974 par Viktor Fedorovitch Bakhvalov (d).

## Étymologie
Son nom d'espèce lui a été donné en référence au lieu de sa découverte, le Kirghizistan.

## Publication originale
- (ru) Bakhvalov, 1974, « [Identification key of the spider family Araneidae from Kirgizia] », Entomologiceskie issledovanija v Kirgizii, vol. 9, p. 101-112.